# Façonnage (Préhistoire)

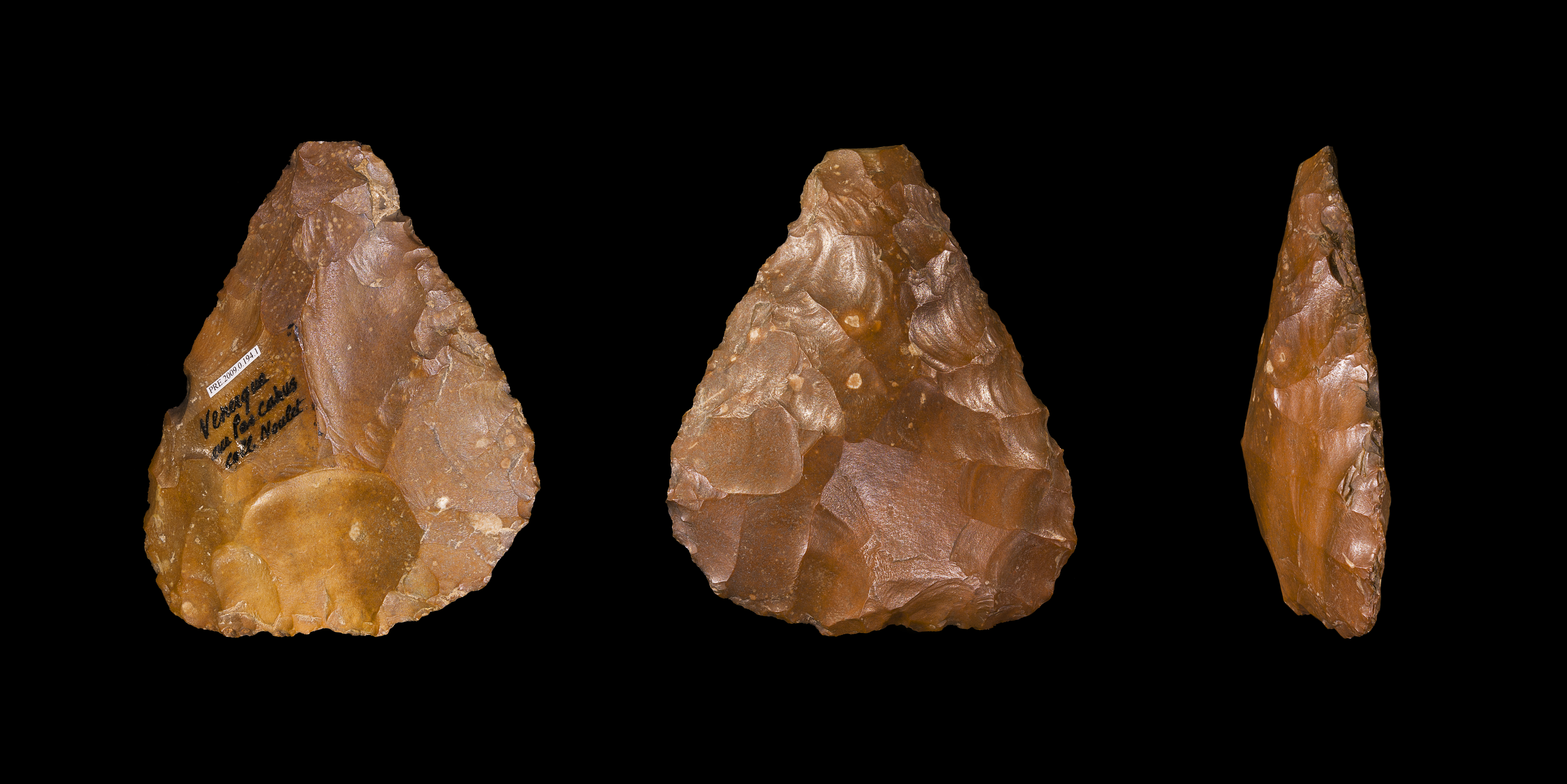
Un biface en silex obtenu par façonnage.

Dans le cadre de l'étude des technologies lithiques, préhistoriques ou non, le terme façonnage désigne une opération de taille qui consiste à détacher des éclats d'un bloc appelé  nucléus par pression, par percussion directe, indirecte ou sur enclume, afin de sculpter progressivement un outil, par exemple un biface ou une préforme de hache polie.
Les éclats sont ici les sous-produits et le bloc façonné est l'objet recherché, à l'instar des techniques de retouche mais à l'opposé des techniques plus tardives de débitage (où le nucléus n'est plus qu'un résidu, les pièces intéressant l'artisan étant les éclats).
« Ce mode de taille, qui peut s'insérer dans n'importe quelle phase d'une chaîne opératoire, a pour finalité de créer une morphologie spécifique, qu'il s'agisse d'une pointe de flèche dont on pressent la fonction, du biface dont on ignore l'usage, de la préforme de la hache destinée au polissage… »